# Théorème de Gibbs-Konovalov
En chimie physique, le théorème de Gibbs-Konovalov est un théorème relatif aux équilibres de phases, notamment aux azéotropes des équilibres liquide-vapeur et aux points de fusion congruents des équilibres liquide-solide.
Willard Gibbs établit ce théorème de façon purement théorique en 1876. Il fut vérifié expérimentalement par Dmitri Petrovitch Konovalov, un élève de Dmitri Mendeleïev, dans sa thèse en 1881 puis dans une publication en 1884 relatives aux équilibres liquide-vapeur,. La deuxième règle de Konovalov s'énonce ainsi : « À température constante, aux points d'extrémum de la pression de vapeur les compositions de la vapeur et du liquide sont identiques. »
Le théorème de Gibbs-Konovalov est une généralisation de cette règle aux points d'extrémum de pression et de température et à tous les équilibres de phases :
« Aux points d'extrémum de pression ou de température, les phases en équilibre ont la même composition. »
— Théorème de Gibbs-Konovalov

## Illustration

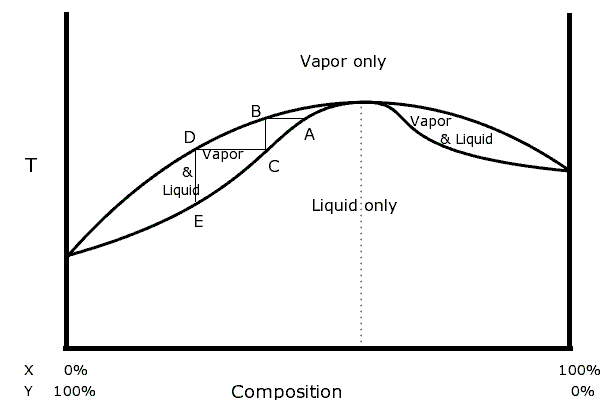
Figure 1 - Diagramme de phase d'un azéotrope négatif. Un azéotrope, positif ou négatif, répond au théorème de Gibbs-Konovalov.

La figure 1 montre un diagramme de phases liquide-vapeur d'un mélange binaire à pression constante : la température y est tracée en fonction de la composition. Ce diagramme présente un azéotrope sous forme d'un maximum de température, commun aux courbes de bulle et de rosée, auquel le liquide et la vapeur ont la même composition. Ceci s'applique également aux azéotropes dans lesquels la température atteint un minimum à pression constante. De même, ceci s'applique aux azéotropes où la pression atteint un minimum ou un maximum à température constante.

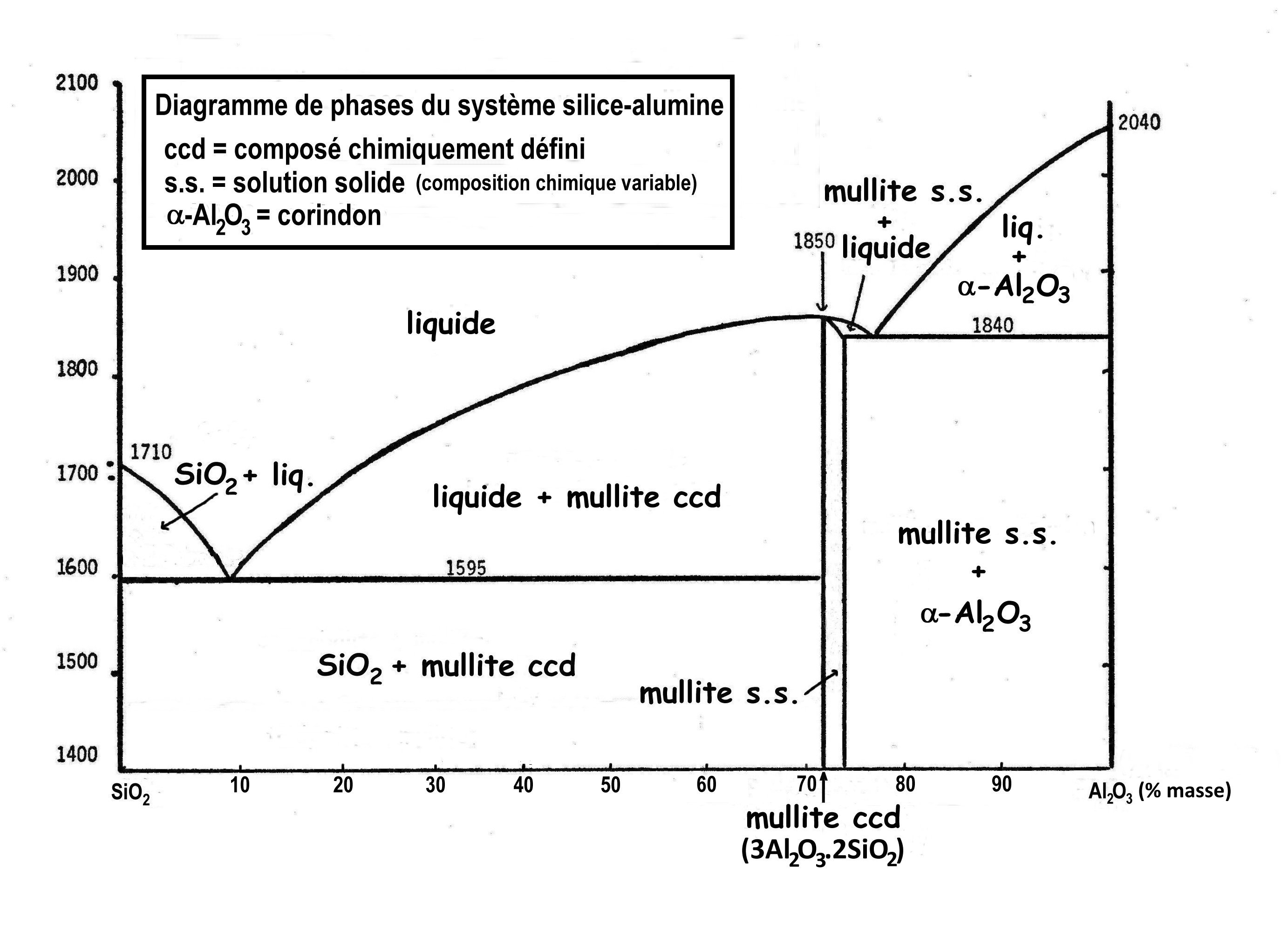
Figure 2 - Diagramme de phase du système silice-alumine. Le maximum local indiqué « 1850 » est un point de fusion congruent, il répond au théorème de Gibbs-Konovalov. Les deux points anguleux situés à environ 10 % et 75 % de silice sont des eutectiques qui ne répondent pas à ce théorème.

Ceci se généralise à toutes les transitions de phase. La figure 2 montre un diagramme de phase liquide-solide : le point indiqué « 1850 » répond au théorème de Gibbs-Konovalov, il s'agit d'un extrémum local, en l'occurrence d'un maximum de température local, appelé point de fusion congruent, auquel le liquide et le solide ont la même composition. Un point de fusion congruent ne doit pas être confondu avec un eutectique, point auquel le liquide et le solide sont également de même composition, mais qui est un point anguleux.

## Démonstration
On considère un mélange binaire (ne contenant que deux espèces chimiques, notées {\displaystyle {\text{A}}} et {\displaystyle {\text{B}}}) à l'équilibre de deux phases quelconques (notées {\displaystyle \alpha } et {\displaystyle \beta }). Dans cet état on note :
- {\displaystyle P} la pression ;
- {\displaystyle T} la température ;
- {\displaystyle x_{\text{A}}^{\alpha }} et {\displaystyle x_{\text{B}}^{\alpha }} les fractions molaires respectives des corps {\displaystyle {\text{A}}} et {\displaystyle {\text{B}}} en phase {\displaystyle \alpha } ;
- {\displaystyle x_{\text{A}}^{\beta }} et {\displaystyle x_{\text{B}}^{\beta }} les fractions molaires respectives des corps {\displaystyle {\text{A}}} et {\displaystyle {\text{B}}} en phase {\displaystyle \beta } ;
- {\displaystyle \mu _{\text{A}}^{\alpha }} et {\displaystyle \mu _{\text{B}}^{\alpha }} les potentiels chimiques respectifs des corps {\displaystyle {\text{A}}} et {\displaystyle {\text{B}}} en phase {\displaystyle \alpha } ;
- {\displaystyle \mu _{\text{A}}^{\beta }} et {\displaystyle \mu _{\text{B}}^{\beta }} les potentiels chimiques respectifs des corps {\displaystyle {\text{A}}} et {\displaystyle {\text{B}}} en phase {\displaystyle \beta }.

Puisque l'on est à l'équilibre des phases {\displaystyle \alpha } et {\displaystyle \beta }, on a les relations entre potentiels chimiques :
{\displaystyle \mu _{\text{A}}^{\alpha }=\mu _{\text{A}}^{\beta }}
{\displaystyle \mu _{\text{B}}^{\alpha }=\mu _{\text{B}}^{\beta }}
Si l'on fait varier la température de {\displaystyle T} à {\displaystyle T+\mathrm {d} T} ou la pression de {\displaystyle P} à {\displaystyle P+\mathrm {d} P}, les potentiels chimiques varient. Si l'on reste à l'équilibre des phases, on a au nouvel équilibre :
{\displaystyle \mu _{\text{A}}^{\alpha }+\mathrm {d} \mu _{\text{A}}^{\alpha }=\mu _{\text{A}}^{\beta }+\mathrm {d} \mu _{\text{A}}^{\beta }}
{\displaystyle \mu _{\text{B}}^{\alpha }+\mathrm {d} \mu _{\text{B}}^{\alpha }=\mu _{\text{B}}^{\beta }+\mathrm {d} \mu _{\text{B}}^{\beta }}
D'où les relations entre variations des potentiels chimiques :
(1a) {\displaystyle \mathrm {d} \mu _{\text{A}}^{\alpha }=\mathrm {d} \mu _{\text{A}}^{\beta }}
(1b) {\displaystyle \mathrm {d} \mu _{\text{B}}^{\alpha }=\mathrm {d} \mu _{\text{B}}^{\beta }}
La relation de Gibbs-Duhem lie les variations des diverses grandeurs pour chacune des deux phases :
(2) {\displaystyle {\bar {V}}^{\alpha }\,\mathrm {d} P-{\bar {S}}^{\alpha }\,\mathrm {d} T=x_{\text{A}}^{\alpha }\,\mathrm {d} \mu _{\text{A}}^{\alpha }+x_{\text{B}}^{\alpha }\,\mathrm {d} \mu _{\text{B}}^{\alpha }}
{\displaystyle {\bar {V}}^{\beta }\,\mathrm {d} P-{\bar {S}}^{\beta }\,\mathrm {d} T=x_{\text{A}}^{\beta }\,\mathrm {d} \mu _{\text{A}}^{\beta }+x_{2}^{\beta }\,\mathrm {d} \mu _{\text{B}}^{\beta }}
avec :
- {\displaystyle {\bar {V}}^{\alpha }} et {\displaystyle {\bar {V}}^{\beta }} les volumes molaires respectifs des phases {\displaystyle \alpha } et {\displaystyle \beta } ;
- {\displaystyle {\bar {S}}^{\alpha }} et {\displaystyle {\bar {S}}^{\beta }} les entropies molaires  respectives des phases {\displaystyle \alpha } et {\displaystyle \beta }.

En effectuant la différence des deux relations on obtient :
{\displaystyle \left({\bar {V}}^{\alpha }-{\bar {V}}^{\beta }\right)\,\mathrm {d} P-\left({\bar {S}}^{\alpha }-{\bar {S}}^{\beta }\right)\,\mathrm {d} T=x_{\text{A}}^{\alpha }\,\mathrm {d} \mu _{\text{A}}^{\alpha }-x_{\text{A}}^{\beta }\,\mathrm {d} \mu _{\text{A}}^{\beta }+x_{\text{B}}^{\alpha }\,\mathrm {d} \mu _{\text{B}}^{\alpha }-x_{\text{B}}^{\beta }\,\mathrm {d} \mu _{\text{B}}^{\beta }}
En introduisant les relations (1a) et (1b) dans la relation précédente, on obtient :
(3) {\displaystyle \left({\bar {V}}^{\alpha }-{\bar {V}}^{\beta }\right)\,\mathrm {d} P-\left({\bar {S}}^{\alpha }-{\bar {S}}^{\beta }\right)\,\mathrm {d} T=\left(x_{\text{A}}^{\alpha }-x_{\text{A}}^{\beta }\right)\,\mathrm {d} \mu _{\text{A}}^{\alpha }+\left(x_{\text{B}}^{\alpha }-x_{\text{B}}^{\beta }\right)\,\mathrm {d} \mu _{\text{B}}^{\alpha }}
Les contraintes sur les fractions molaires :
{\displaystyle x_{\text{A}}^{\alpha }+x_{\text{B}}^{\alpha }=1}
{\displaystyle x_{\text{A}}^{\beta }+x_{\text{B}}^{\beta }=1}
permettent d'écrire :
{\displaystyle x_{\text{B}}^{\alpha }-x_{\text{B}}^{\beta }=\left(1-x_{\text{A}}^{\alpha }\right)-\left(1-x_{\text{A}}^{\beta }\right)=-\left(x_{\text{A}}^{\alpha }-x_{\text{A}}^{\beta }\right)}
que l'on introduit dans (3) :
Aussi, si l'on travaille à température constante ({\displaystyle \mathrm {d} T=0}) un extrémum de pression ({\displaystyle \mathrm {d} P=0}) conduit à l'égalité :
(4) {\displaystyle \left(x_{\text{A}}^{\alpha }-x_{\text{A}}^{\beta }\right)\,\left(\mathrm {d} \mu _{\text{A}}^{\alpha }-\mathrm {d} \mu _{\text{B}}^{\alpha }\right)=0}
La relation de Gibbs-Duhem (2) à température constante et à un extrémum de pression donne :
{\displaystyle 0=x_{\text{A}}^{\alpha }\,\mathrm {d} \mu _{\text{A}}^{\alpha }+x_{\text{B}}^{\alpha }\,\mathrm {d} \mu _{\text{B}}^{\alpha }}
La relation (4) devient :
Il n'y a aucune raison pour qu'à l'extrémum le potentiel chimique ait lui-même atteint un extrémum : {\displaystyle \mathrm {d} \mu _{\text{A}}^{\alpha }\neq 0}. Par conséquent l'extrémum de pression à température constante est atteint si {\displaystyle x_{\text{A}}^{\alpha }-x_{\text{A}}^{\beta }=0}, soit {\displaystyle x_{\text{A}}^{\alpha }=x_{\text{A}}^{\beta }}. Le raisonnement est identique si l'on travaille à pression constante ({\displaystyle \mathrm {d} P=0}) : un extrémum de température ({\displaystyle \mathrm {d} T=0}) ne peut être atteint que si {\displaystyle x_{\text{A}}^{\alpha }=x_{\text{A}}^{\beta }}. Puisque l'on considère un mélange binaire, on exclut le cas {\displaystyle x_{\text{A}}^{\alpha }=x_{\text{A}}^{\beta }=1}, c'est-à-dire le corps {\displaystyle {\text{A}}} pur, et le cas {\displaystyle x_{\text{A}}^{\alpha }=x_{\text{A}}^{\beta }=0}, c'est-à-dire le corps {\displaystyle {\text{B}}} pur. Un extrémum de pression ou de température d'équilibre de deux phases d'un mélange binaire ne peut donc exister que si les deux phases ont la même composition, d'où le théorème de Gibbs-Konovalov.
La réciproque est également vraie. À l'équilibre les propriétés des deux phases ne sont pas égales : {\displaystyle {\bar {V}}^{\alpha }\neq {\bar {V}}^{\beta }} et {\displaystyle {\bar {S}}^{\alpha }\neq {\bar {S}}^{\beta }}. Aussi, si les deux phases ont la même composition, soit {\displaystyle x_{\text{A}}^{\alpha }=x_{\text{A}}^{\beta }}, à température constante, soit {\displaystyle \mathrm {d} T=0}, alors la pression est à un extrémum, soit {\displaystyle \mathrm {d} P=0}. De même qu'à pression constante l'égalité des compositions de phases induit un extrémum de température.